# کونیاکاری
کونیاکاری (به لاتین: Kouniakary) یک منطقهٔ مسکونی در مالی است که در استان کایس واقع شده‌است.
 کونیاکاری  ۸٬۱۳۵ نفر جمعیت دارد.